# Ambrus Nagy
Ambrus Nagy   (Budapest, 20 d'agost de 1927 - la Haia, 18 de juliol de 1991) fou un tirador d'esgrima hongarès, especialista en espasa, que va competir durant la dècada de 1950.
El 1956 va prendre part en els Jocs Olímpics d'Estiu de Melbourne, on guanyà la medalla de plata en la prova d'espasa per equips del programa d'esgrima.
En el seu palmarès també destaca una medalla de bronze al Campionat del Món d'esgrima de 1955.